# Gedera
Gedera (hebreiska: גדרה) är en ort i Israel.   Den ligger i distriktet Centrala distriktet, i den centrala delen av landet. Gedera ligger 64 meter över havet och antalet invånare är 14 575.

## Terräng och klimat
Terrängen runt Gedera är platt.Runt Gedera är det tätbefolkat, med 383 invånare per kvadratkilometer. Närmaste större samhälle är Reẖovot, 9,3 km norr om Gedera. Trakten runt Gedera består till största delen av jordbruksmark.